# Makray Lajos
Vitéz Makray Lajos, Meyer Lajos (Pécs, 1886. december 24. – Szekszárd, 1946. december 7.) magyar római katolikus pap, pápai prelátus, címzetes prépost, országgyűlési képviselő.

## Élete
Szülővárosában folytatta közép- és felsőfokú tanulmányait is, előbbieket a cisztercita főgimnáziumban, utóbbiakat a hittudományi főiskolán; mint középiskolai hittantanár, a jogi alapvizsgákat is letette. Káplánként kezdte pályáját, majd a szekszárdi főgimnáziumba került hittantanárnak, az első világháború kitörésekor pedig mint tábori lelkész vonult be.
Négy évet töltött frontszolgálatban, ez idő alatt több kitüntetésben is részesült: megkapta a Ferenc József-rend hadiékítményes lovagkeresztjét, a lelkészi katonai érdemkeresztet, a magyar-osztrák és bolgár hadiemlékérmet, Ferenc József császár legfelsőbb dicsérő elismerését a Vitézségi Érem szalagján a kardokkal, valamint a II. osztályú Vöröskereszt tiszti jelvényt. Mindezeken felül Horthy Miklós kormányzó 1930-ban vitézzé is avatta.
A háború után visszatért szekszárdi munkahelyére, ahol keresztényszocialista mozgalmak szervezésébe kezdett, majd az 1918-1919-es forradalmak után újból katonai szolgálattételre jelentkezett. Előbb a soproni honvéd főreáliskolába került, majd a Ludovika Akadémiára helyezték át, végül pedig a tábori püspökség titkárává nevezték ki. 1925 novemberében tábori alezredessé léptették elő, de a következő évtől, megyéspüspöke kívánságának megfelelően visszatért egyházmegyéjébe.
Ezt követően előbb Kurdon, majd Tolnán lett plébános, 1929-ben pedig pápai kamarássá nevezték ki. Beválasztották Tolna város képviselő-testületébe, illetve Tolna vármegye törvényhatósági bizottságába is; rövid időn belül a megyei közélet tevékeny szereplője lett. Egyházi folyóiratok mellett politikai napilapokban is jelentek meg publicisztikai jellegű írásai és több országos szervezetben is aktívan működött közre. Társelnökké választották a Társadalmi Egyesületek Szövetségében, a Turáni Vadászok Egyesületében, az Apponyi Társaságban és a Magyar Dalosszövetségben, de vezető szerepet töltött be a cserkész és levente fiatalság életében is.
Az országos politikai életbe 1935-ban kapcsolódott be, amikor pártonkívüli legitimista programmal országgyűlési képviselőnek választották a tolna–tamási választókerületben. Később csatlakozott a Nemzeti Néppárthoz, majd részt vett az Egyesült Keresztény Párt megalakításában. A következő, 1939-es parlamenti választáson már ez utóbbi színeiben jutott mandátumhoz, Pest megye déli körzetének listájáról. A képviselőház legjobb szónokai közt tartották számon, beszédei – akár a költségvetési vitákban, akár közjogi reformok vagy más törvényjavaslatok vitáiban – rendszerint nagy érdeklődést keltettek.